# Изворово (област Пловдив)
Вижте пояснителната страница за други значения на Изворово.
Изворово е бивше село в Южна България. То се намира в община Асеновград, област Пловдив.

## География
Намира се в планински район.

## История
Селото е създадено на 26 януари 1979 година чрез указ на държавния глава. Отделено е от село Три могили, като преди това е било негова махала. При преброяването през 1985 година в Изворово са преброени 71 жители.

### Закриване
Изворово е закрито официално на 22 септември 2012 година, чрез присъединяване към съседното му село Бор. Мотивът е, че селото няма собствено землище, което, според закона за административно-териториално устройство, е задължително за всяко населено място.